# Сулейманова, Халимахон
Халимахон Сулейманова (30 июня 1907, Бухарский эмират — 1993, Таджикистан) — колхозница-рекордсменка ручного сбора хлопка  — звеньевая колхоза имени Кагановича Кокташского района Сталинабадской области Таджикской ССР, Герой Социалистического Труда (1947).

## Биография
Халимахон Сулейманова прославилась как колхозника – передовик труда, руководитель хлопководческой бригады колхоза имени  Л. М. Кагановича Кокташского района Сталинабадской области Таджикской ССР.  Являлась знатной колхозницей, хлопко-сборщицей рекордсменом-стоцентнеровиком, собирающим более 100 центнеров хлопка с гектара.  В 1946 году трудом её коллектива был получен рекордный урожай хлопка 113 центнеров с гектара на площади 5 га, при том, что средний урожай по колхозу составлял 34,7 центнера с гектара. 
За высокие достижения в труде и социалистическом соревновании, ударница труда Халимахон Сулейманова,  Указом Президиума Верховного Совета СССР от 19 марта 1947 года была в удостоена почётного звания Героя Социалистического труда с вручением высшей государственной награды СССР ордена Ленина и золотой медали "Серп и Молот.  Работая на протяжении многих лет она неуклонно добивалась высоких результатов в труде, являясь образцом подражания для молодёжи – её труд был неоднократно отмечен различными государственными наградами, включая почётные грамоты и денежные премии
Герой Социалистического труда, передовик сельского хозяйства  – Х. Сулейманова, неоднократно упоминается в публикациях в советской периодической печати, в частности в статье «Советский народ сплочен и един, как никогда!»  – «Правда», № 195, 16 июля 1941 г. , а также в статье «Мастера земли» – «Смена» № 476, Март 1947 г..